# Domkirkepladsen 1
Domkirkepladsen 1 er en fredet bygning og den tidligere Danmarks Nationalbanks filialbygning i Aarhus, Danmark. Banken er opført i 1926 og blev opført på den danske liste over fredede bygninger og steder af Kulturarvsstyrelsen den 22. februar 1996. Banken ligger  op til  Store Torv i  midtbyen ved domkirken, hvor den har fungeret som bank siden den stod færdig og frem til i dag. Bygningen bruges ikke længere af Nationalbanken, men er nu  en filial af Nykredit.

## Historie
Nationalbankens afdeling i Aarhus blev etableret i 1837 og var den første bank i byen. 90 år senere trængte filialen til udvidelse, og arkitekten Axel Berg fik til opgave at udarbejde planer for et nyt byggeri. Bygningen er opført mellem 1924 og 1926 og har været næsten uændret siden da bortset fra en mindre udvidelse. Arkæologer fra Moesgård Museum har udgravet kælderen og området omkring bygningen, hvor der er tegn på vikingetidsstrukturer og kirkebygninger fra middelalderen. Nationalbanken forlod bygningen i 1989 og et år senere blev bygningen overtaget af en privat bank efter en omfattende renovering af CF Møller Arkitekter.

## Arkitektur
Bygningsdesignet er i store træk historicistisk og kombinerer engelsk barok med indflydelse fra italiensk renæssancearkitektur. Bygningen er beklædt med porfyr med sandsten fra Nexø brugt til fod, gesims, loft og architraver. Det lave valmtag er beklædt med irgrøn kobberbelægning. Den indvendige udsmykning er bevaret med marmorgulve, mahognidøre og messingrækværk. I ekspeditionsrummet er stukloftet i original stand bortset fra implementeringen af moderne halogenlamper i de 300 rosetter som erstatning for de originale lamper.
Designet er af Axel Berg, og det er det sidste af hans værker. Berg hentede inspiration fra Inigo Jones fortolkning af værker af Andrea Palladio.